# Olaf Gorter
Olaf Gorter (31 januari 2005) is een Nederlands voetballer die doorgaans speelt als middenvelder. Hij verruilde Ajax voor US Lecce in de zomer van 2024.

## Clubcarrière
Gorter werd gescout door Ajax bij BFC uit Bussum. Op 20 oktober 2023 mocht hij zijn debuut maken in het betaald voetbal voor Jong Ajax, tegen FC Dordrecht (0-4). Hij kwam in de 81e minuut in de ploeg voor Gerald Alders. In de rest van het seizoen 2023/24 speelde Gorter bijna alle wedstrijden, zij het als invaller. In de zomer van 2024 maakte de middenvelder de overstap naar het Italiaanse US Lecce, dat uitkomt in de Serie A. Hij sloot aan bij het O20-team.

## Statistieken
| Seizoen | Club      | Competitie     | Competitie | Competitie | Beker | Beker | Overig | Overig | Totaal | Totaal |
| Seizoen | Club      | Competitie     | Wed.       | Dlp.       | Wed.  | Dlp.  | Dlp.   | Dlp.   | Wed.   | Dlp.   |
| ------- | --------- | -------------- | ---------- | ---------- | ----- | ----- | ------ | ------ | ------ | ------ |
| 2023/24 | Jong Ajax | Eerste divisie | 21         | 0          | 0     | 0     | 0      | 0      | 21     | 0      |
| 2024/25 | US Lecce  | Serie A        | 0          | 0          | 0     | 0     | 0      | 0      | 0      | 0      |
| Totaal  |           |                | 21         | 0          | 0     | 0     | 0      | 0      | 21     | 0      |

Bijgewerkt op 17 maart 2025.